# Centaurium serpentinicola
Centaurium serpentinicola är en gentianaväxtart som beskrevs av A. Carlström. Centaurium serpentinicola ingår i släktet aruner, och familjen gentianaväxter. Inga underarter finns listade i Catalogue of Life.